# Принс Чібуезе
Принс Чібуезе Чісом (англ. Prince Chisom Chibueze; нар. 15 квітня 2002, Нігерія) — нігерійський футболіст, центральний захисник «Гірника-Спорту».

## Життєпис
Вихованець футбольної академії «Суперстарз» (Уйо). Восени 2022 року приєднався до ДЮШ «Львів», який виступав у чемпіонаті Львівської області. Навесні та влітку наступного року виступав за інший клуб з чемпіонату Львівської області, ФК «Миколаїв».
Наприкінці липня 2023 року підписав свій перший професіональний контракт, з «Гірником-Спортом». У футболці клубу з Горішніх Плавнів дебютував 15 серпня 2023 року в переможному (2:1) виїзному поєдинку 3-го раунду кубку України проти «Тростянця». Чібуезе вийшов на поле в стартовому складі, а на 70-й хвилині його замінив Денис Черниш. У Другій лізі України дебютував 7 жовтня 2023 року в переможному (3:2) виїзному поєдинку 11-го туру групи Б проти ФСК «Маріуполь». Принс вийшов на поле в стартовому складі та відіграв увесь матч. У сезоні 2023/24 років зіграв 16 поєдинків у Першій лізі України, але не зміг допомогти команді уникнути пониження в класі, а також провів 1 матч у кубку України.